# Plesder
Plesder (bret. Pleder) – miejscowość i gmina we Francji, w regionie Bretania, w departamencie Ille-et-Vilaine.
Według danych na rok 1990 gminę zamieszkiwało 527 osób, a gęstość zaludnienia wynosiła 48 osób/km² (wśród 1269 gmin Bretanii Plesder plasuje się na 812. miejscu pod względem liczby ludności, natomiast pod względem powierzchni na miejscu 805.).